# Miguel López Torrontegui
Miguel López Torrontegui (Melilla, España, 14 de julio de 1913 – Sevilla, España, 2 de abril de 2000) fue un futbolista español. Jugaba de delantero y su primer y único club fue el Sevilla FC. Era conocido como "Bilba" ya que su familia, de origen vasco, se radicó en Melilla por motivos laborales.

## Carrera
Comenzó su carrera en 1932 jugando para el Sevilla FC. Jugó para ese club hasta 1943, retirándose definitivamente del fútbol profesional. Formó parte de la mítica delantera "Stuka", la cual estuvo integrada por López, Torrontegui, Campanal, Raimundo y Berrocal. Consiguió los títulos de copa del 35 y el 39.

## Remo
Gran aficionado al remo, fue el ideólogo de la regata Sevilla-Betis que se disputa en el río guadalquivir cada año desde el año 1960.

## Fallecimiento
Falleció en su casa de Sevilla el 2 de abril de 2000 a causa de un paro cardiorrespiratorio.

## Clubes
| Club       | País   | Año       |
| ---------- | ------ | --------- |
| Sevilla FC | España | 1932-1943 |